# Dennis Rommedahl
Dennis Rommedahl (* 22. Juli 1978 in Kopenhagen) ist ein ehemaliger dänischer Fußballspieler.
Er ist ehemaliger dänischer Nationalspieler und spielte in 126 Länderspielen. In seiner aktiven Karriere stand er unter anderem bei der PSV Eindhoven und bei Ajax Amsterdam unter Vertrag. Für die PSV, Ajax sowie für den NEC Nijmegen und die RKC Waalwijk absolvierte er in der Eredivisie insgesamt 270 Partien, in denen er 43 Tore erzielte. Darüber hinaus spielte Rommedahl in Dänemark, in England sowie in Griechenland. Mit der dänischen Nationalmannschaft nahm er an je zwei Weltmeisterschaften und Europameisterschaften teil.

## Karriere

### Verein
Rommedahl begann seine Karriere bei Høje Gladsaxe; es folgten die Stationen Gladsaxe/Hero und B 93. Bis Januar 1997 hatte er beim dänischen Verein Lyngby BK unter Vertrag gestanden, bevor er in die niederländische Eredivisie zur PSV Eindhoven wechselte. In der Zeit bis zum Ende der Spielzeit 1996/97 kam Rommedahl nur zu wenigen Einsätzen. Um ihm Spielpraxis zu geben, verliehen die PSV-Verantwortlichen ihn für die Folgesaison an den Ligakonkurrenten RKC Waalwijk. Dort entwickelte er sich zum Stammspieler.
Ab der Saison 1998/99 spielte er wieder für die PSV und erkämpfte sich auch dort einen Stammplatz. In den Jahren 2000, 2001 und 2003 wurde er mit der PSV Eindhoven niederländischer Meister. Vor allem in der Saison 2002/03 war er im Angriff mit seinen Sturmpartnern Mateja Kežman und Arjen Robben erfolgreich. Nach einer ähnlich guten Saison 2003/04 mit der PSV (Gewinn der Johan Cruijff Schaal und zweiter Platz in der Meisterschaft) verließ das Sturmtrio die Eredivisie.
Rommedahl ging nach England zu diesem Zeitpunkt in der Premier League spielenden Charlton Athletic. Während Kezman und Robben beim FC Chelsea unterschrieben, hatte er sich einen Wechsel zu einem Spitzenklub nicht zugetraut. Seit seinem Wechsel zu Charlton Athletic stagnierte seine Karriere. In seiner ersten Spielzeit kam er zu 26 Einsätzen und erzielte zwei Tore, 2007 stieg er mit dem Klub aus der Premier League ab.
2007 kehrte er in die Eredivisie zu Ajax Amsterdam zurück. Mit Ajax gewann er noch vor Beginn der Saison gegen seinen alten Klub PSV Eindhoven die Johan Cruyff Schaal. Er konnte in Amsterdam die Erwartungen nicht erfüllen und wurde in der Winterpause der Spielzeit 2008/09 an die NEC Nijmegen verliehen, jedoch blieb er auch dort hinter den Erwartungen.
Zur Saison 2010/11 wechselte er ablösefrei nach Griechenland zu Olympiakos Piräus. Nachdem er sich im Verein keinen Stammplatz hatte erspielen können und die Erwartungen nicht erfüllte, kehrte er im Sommer 2011 nach Dänemark zurück, wo er beim Erstligisten Brøndby IF unterschrieb. In seiner ersten Spielzeit kämpfte er mit dem Klub aus dem Kopenhagener Vorort Brøndby gegen den Abstieg und belegte am Ende den neunten Tabellenplatz. Nach zwei Spielzeiten, in denen er 48 Ligaspiele bestritt und sechs Tore erzielte, kehrte er noch einmal in die Eredivisie zum RKC Waalwijk zurück, gehörte dem Kader (ohne Einsatz) an und stieg nach verlorener dritter Runde der Relegation in die Eerste Divisie ab, in der er ebenfalls nicht mehr zum Einsatz kam. Zum 1. Februar 2015 löste er seinen Vertrag beim RKC Waalwijk auf. Seine Karriere ist mittlerweile beendet.

### Nationalmannschaft
Sein Debüt im Dress der dänischen A-Nationalmannschaft gab er am 16. August 2000 in Tórshavn beim 2:0-Sieg gegen die Auswahl der Färöer im Rahmen der Nordischen Meisterschaft.
Am 7. Oktober 2000 im Qualifikationsspiel für die Endrunde der Weltmeisterschaft erzielte Rommedahl beim 1:1 gegen die Auswahl Nordirlands seinen ersten Länderspieltore. Zwei Jahre später wurde er für die Weltmeisterschaft 2002 in Japan und Südkorea nominiert; sein erstes großes Turnier. In vier Spielen erzielte Rommedahl ein Tor beim 2:0-Sieg gegen die Auswahl Frankreichs. Auch an der EM 2004 in Portugal nahm er teil, blieb in vier Spielen allerdings ohne Torerfolg. Bei der Weltmeisterschaft 2010 schoss er im zweiten Gruppenspiel gegen Kamerun ein Tor. Sein letztes Länderspiel bestritt er am 11. Juni 2013 in Kopenhagen bei der 0:4-Niederlage im WM-Qualifikationsspiel gegen die Auswahl Armeniens. Am 9. Oktober 2014 beendete er seine Nationalmannschaftskarriere.
Siehe auch:
- Dänemark bei der Weltmeisterschaft 2002 in Japan und Südkorea
- Dänemark bei der Europameisterschaft 2004 in Portugal
- Dänemark bei der Weltmeisterschaft 2010 in Südafrika
- Dänemark bei der Europameisterschaft 2012 in Polen und der Ukraine

## Erfolge

### Verein
- Niederländischer Meister mit PSV Eindhoven: 1997, 2000, 2001, 2003
- Johan-Cruyff-Schale mit PSV Eindhoven: 1998, 2000, 2001, 2003
- Johan-Cruyff-Schale mit Ajax Amsterdam: 2007
- KNVB-Beker-Sieger mit Ajax Amsterdam: 2010
- Griechischer Meister mit Olympiakos Piräus: 2011

### Individuell
- Fußballer des Jahres in Dänemark (TV 2 Zuschauerpreis): 2007, 2010

## Sonstiges
Dennis Rommedahl ist mit einer Niederländerin verheiratet und hat zwei Söhne. Aus einer früheren Beziehung hat Rommedahl auch zwei Töchter.